# موزه کاساگالا
موزه کاساگالا موزه‌ای در کاساگالا راجا ماها ویهارا سریلانکاست. این موزه توسط سازمان باستان‌شناسی سریلانکا اداره می‌شود.